# Women's Tour Down Under 2020
Il Women's Tour Down Under 2020, tredicesima edizione della corsa, valido come prima prova dell'UCI Women's ProSeries 2020 categoria 2.Pro, si svolse in sei tappe dal 16 al 19 gennaio 2020 su un percorso di 382,8 km, con partenza da Hahndorf e arrivo a Adelaide, in Australia. La vittoria fu appannaggio dell'americana Ruth Winder, che ha completato il percorso in 10h11'07" precedendo la tedesca Liane Lippert e l'australiana Amanda Spratt.
Al traguardo di Adelaide 83 ciclisti, su 94 partiti da Hahndorf, hanno portato a termine la competizione.

## Tappe
| Tappa  | Data       | Percorso                 | km    | Vincitore di tappa | Leader cl. generale |
| ------ | ---------- | ------------------------ | ----- | ------------------ | ------------------- |
| 1ª     | 16 gennaio | Hahndorf > Macclesfield  | 116,3 | Chloe Hosking      | Chloe Hosking       |
| 2ª     | 17 gennaio | Murray Bridge > Birdwood | 114,9 | Amanda Spratt      | Amanda Spratt       |
| 3ª     | 18 gennaio | Nairne > Stirling        | 109,1 | Ruth Winder        | Ruth Winder         |
| 4ª     | 19 gennaio | Adelaide > Adelaide      | 42,5  | Simona Frapporti   | Ruth Winder         |
| Totale | Totale     | Totale                   | 382,8 |                    |                     |

## Squadre e corridori partecipanti
| N.    | Cod. | Squadra                        |
| ----- | ---- | ------------------------------ |
| 1-6   | MTS  | Mitchelton-Scott               |
| 11-16 | SUN  | Team Sunweb                    |
| 21-26 | CSR  | Canyon-SRAM Racing             |
| 31-36 | TFS  | Trek-Segafredo                 |
| 41-46 | ALE  | Alé BTC Ljubljana              |
| 61-66 | TIB  | Team Tibco-Silicon Valley Bank |
| 71-76 | ASA  | Astana Women's Team            |
| 81-86 | RLW  | Rally Cycling Women            |

| N.      | Cod. | Squadra                            |
| ------- | ---- | ---------------------------------- |
| 91-96   | AGO  | Agolico                            |
| 101-106 | DVE  | Doltcini-Van Eyck-Proximus         |
| 111-116 | BPK  | BePink                             |
| 121-126 | NZL  | Nuova Zelanda                      |
| 131-136 | AUS  | UniSA-Australia                    |
| 141-146 |      | Specialized Women's Racing         |
| 151-156 | RXS  | Roxsolt Attaquer                   |
| 161-166 | FDJ  | FDJ Nouvelle Aquitaine Futuroscope |

## Dettagli delle tappe

### 1ª tappa
- 16 gennaio: Hahndorf > Macclesfield – 116,3 km

Risultati
| Pos. | Corridore        | Squadra     | Tempo    |
| ---- | ---------------- | ----------- | -------- |
| 1    | Chloe Hosking    | Rally       | 3h17'02" |
| 2    | Lotta Henttala   | Trek        | s.t.     |
| 3    | Matilda Raynolds | Specialized | s.t.     |

| Pos. | Corridore      | Squadra | Tempo    |
| ---- | -------------- | ------- | -------- |
| 1    | Chloe Hosking  | Rally   | 3h16'51" |
| 2    | Lotta Henttala | Trek    | a 4"     |
| 3    | Leah Kirchmann | Sunweb  | a 6"     |

### 2ª tappa
- 17 gennaio: Murray Bridge > Birdwood – 114,9 km

Risultati
| Pos. | Corridore     | Squadra    | Tempo    |
| ---- | ------------- | ---------- | -------- |
| 1    | Amanda Spratt | Mitchelton | 3h04'27" |
| 2    | Ruth Winder   | Trek       | s.t.     |
| 3    | Liane Lippert | Sunweb     | s.t.     |

| Pos. | Corridore     | Squadra    | Tempo    |
| ---- | ------------- | ---------- | -------- |
| 1    | Amanda Spratt | Mitchelton | 6h21'19" |
| 2    | Ruth Winder   | Trek       | a 4"     |
| 3    | Liane Lippert | Sunweb     | a 5"     |

### 3ª tappa
- 18 gennaio: Nairne > Stirling – 109,1 km

Risultati
| Pos. | Corridore       | Squadra | Tempo    |
| ---- | --------------- | ------- | -------- |
| 1    | Ruth Winder     | Trek    | 2h51'16" |
| 2    | Liane Lippert   | Sunweb  | s.t.     |
| 3    | Lauren Stephens | Tibco   | s.t.     |

| Pos. | Corridore     | Squadra    | Tempo    |
| ---- | ------------- | ---------- | -------- |
| 1    | Ruth Winder   | Trek       | 9h12'26" |
| 2    | Liane Lippert | Sunweb     | a 7"     |
| 3    | Amanda Spratt | Mitchelton | s.t.     |

### 4ª tappa
- 19 gennaio: Adelaide > Adelaide – 42,5 km

Risultati
| Pos. | Corridore        | Squadra       | Tempo  |
| ---- | ---------------- | ------------- | ------ |
| 1    | Simona Frapporti | BePink        | 58'32" |
| 2    | Lauren Stephens  | Tibco         | s.t.   |
| 3    | Rushlee Buchanan | Nuova Zelanda | s.t.   |

| Pos. | Corridore     | Squadra    | Tempo     |
| ---- | ------------- | ---------- | --------- |
| 1    | Ruth Winder   | Trek       | 10h11'57" |
| 2    | Liane Lippert | Sunweb     | a 5"      |
| 3    | Amanda Spratt | Mitchelton | a 6"      |

## Evoluzioni delle classifiche
| Tappa              | Vincitore          | Classifica generale Maglia ocra | Classifica a punti Maglia blu | Classifica scalatori Maglia a pois blu | Classifica giovani Maglia bianca | Classifica a squadre |
| ------------------ | ------------------ | ------------------------------- | ----------------------------- | -------------------------------------- | -------------------------------- | -------------------- |
| 1ª                 | Chloe Hosking      | Chloe Hosking                   | Chloe Hosking                 | Marieke de Groot                       | Juliette Labous                  | Team Sunweb          |
| 2ª                 | Amanda Spratt      | Amanda Spratt                   | Leah Kirchmann                | Liane Lippert                          | Liane Lippert                    | Mitchelton-Scott     |
| 3ª                 | Ruth Winder        | Ruth Winder                     | Leah Kirchmann                | Liane Lippert                          | Liane Lippert                    | Team Sunweb          |
| 4ª                 | Simona Frapporti   | Ruth Winder                     | Leah Kirchmann                | Liane Lippert                          | Liane Lippert                    | Team Sunweb          |
| Classifiche finali | Classifiche finali | Ruth Winder                     | Leah Kirchmann                | Liane Lippert                          | Liane Lippert                    | Team Sunweb          |

Maglie indossate da altri ciclisti in caso di due o più maglie vinte
- Nella 2ª tappa Lotta Henttala ha indossato la maglia blu al posto di Chloe Hosking.
- Nella 3ª tappa Jaime Gunning ha indossato la maglia bianca al posto di Liane Lippert.
- Nella 4ª tappa Juliette Labous ha indossato la maglia bianca al posto di Liane Lippert.

## Classifiche finali

### Classifica generale - Maglia ocra
| Pos. | Corridore       | Squadra    | Tempo     |
| ---- | --------------- | ---------- | --------- |
| 1    | Ruth Winder     | Trek       | 10h11'07" |
| 2    | Liane Lippert   | Sunweb     | a 5"      |
| 3    | Amanda Spratt   | Mitchelton | a 6"      |
| 4    | Lauren Stephens | Tibco      | a 17"     |
| 5    | Chloe Hosking   | Rally      | a 30"     |
| 6    | Leah Kirchmann  | Sunweb     | a 32"     |
| 7    | Andrea Ramirez  | Agolico    | a 33"     |
| 8    | Katia Ragusa    | Astana     | a 34"     |
| 9    | Jessica Pratt   | Canyon     | s.t.      |
| 10   | Peta Mullens    | RoxSolt    | a 35"     |

### Classifica a punti - Maglia blu
| Pos. | Corridore      | Squadra | Punti |
| ---- | -------------- | ------- | ----- |
| 1    | Leah Kirchmann | Sunweb  | 136   |
| 2    | Liane Lippert  | Sunweb  | 136   |
| 3    | Chloe Hosking  | Rally   | 130   |
| 4    | Lotta Henttala | Trek    | 121   |
| 5    | Ruth Winder    | Trek    | 94    |

### Classifica scalatori - Maglia a pois blu
| Pos. | Corridore        | Squadra    | Punti |
| ---- | ---------------- | ---------- | ----- |
| 1    | Liane Lippert    | Sunweb     | 19    |
| 2    | Marieke de Groot | Doltcini   | 15    |
| 3    | Amanda Spratt    | Mitchelton | 14    |
| 4    | Ella Harris      | Canyon     | 9     |
| 5    | Ruth Winder      | Trek       | 9     |

### Classifica giovani - Maglia bianca
| Pos. | Corridore       | Squadra | Tempo     |
| ---- | --------------- | ------- | --------- |
| 1    | Liane Lippert   | Sunweb  | 10h11'12" |
| 2    | Andrea Ramirez  | Agolico | a 28"     |
| 3    | Katia Ragusa    | Astana  | a 29"     |
| 4    | Jessica Pratt   | Canyon  | s.t.      |
| 5    | Juliette Labous | Sunweb  | a 32"     |

### Classifica a squadre
| Pos. | Squadra                            | Tempo     |
| ---- | ---------------------------------- | --------- |
| 1    | Team Sunweb                        | 30h35'03" |
| 2    | Specialized Women's Racing         | a 29"     |
| 3    | FDJ Nouvelle Aquitaine Futuroscope | a 58"     |
| 4    | Team Tibco-Silicon Valley Bank     | a 2'19"   |
| 5    | Canyon-SRAM Racing                 | a 3'46"   |